# Anoteropsis aerescens
Anoteropsis aerescens är en spindelart som först beskrevs av Goyen 1887.  Anoteropsis aerescens ingår i släktet Anoteropsis och familjen vargspindlar. Inga underarter finns listade i Catalogue of Life.